# Luigi Scotti
Luigi Scotti (ur. 14 stycznia 1932 w Neapolu) – włoski prawnik, sędzia, wykładowca akademicki, w 2008 minister sprawiedliwości.

## Życiorys
Ukończył studia prawnicze na Uniwersytecie w Neapolu. W 1965 został asystentem na tej uczelni, następnie pracował jako adiunkt i profesor (na wydziale ekonomii i handlu). Publikował prace m.in. w zakresie prawa morskiego. Był też redaktorem naczelnym pisma "Documenti Giustizia" wydawanego przez Ministerstwo Sprawiedliwości.
Z sądownictwem związany od 1959, gdy został pracownikiem jednego z sądów w Neapolu. W 1972 uzyskał status sędziego sądu apelacyjnego, zasiadał w Najwyższej Radzie Sądownictwa. W 1979 otrzymał nominację na sędziego sądu najwyższego. Pracował później w Ministerstwie Sprawiedliwości, do orzekania powrócił w 1987, w 1997 objął stanowisko prezesa sądu w Rzymie.
W maju 2006 został powołany na podsekretarza stanu w Ministerstwie Sprawiedliwości w rządzie Romano Prodiego z rekomendacji Partii Komunistów Włoskich. W lutym 2008 stanął na czele tego resortu, zastępując Romano Prodiego, pełniącego obowiązki od czasu dymisji Clemente Mastelli. Urząd ministra sprawiedliwości sprawował do maja tego samego roku.
Wkrótce po zakończeniu pracy w rządzie Rosa Russo Iervolino mianowała go asesorem ds. prawnych i przejrzystości w administracji miejskiej Neapolu.